# Abierto Mexicano Telcel 2022
Giải quần vợt México Mở rộng 2022 (còn được biết đến với Abierto Mexicano Telcel presentado por HSBC vì lý do tài trợ) là một giải quần vợt chuyên nghiệp thi đấu trên mặt sân cứng ngoài trời. Đây là lần thứ 29 (nam) Giải quần vợt México Mở rộng được tổ chức, và là một phần của ATP Tour 2022. Giải đấu diễn ra ở Acapulco, Mexico từ ngày 21 đến ngày 26 tháng 2 năm 2022, tại Arena GNP Seguros.

## Điểm và tiền thưởng

### Phân phối điểm
| Sự kiện | VĐ  | CK  | BK  | TK | Vòng 1/16 | Vòng 1/32 | Q  | Q2 | Q1 |
| Đơn nam | 500 | 300 | 180 | 90 | 45        | 20        | 10 | 4  | 0  |
| Đôi nam | 500 | 300 | 180 | 90 | 0         | —         | —  | —  | —  |

### Tiền thưởng
| Sự kiện | VĐ       | CK       | BK      | TK      | Vòng 1/16 | Vòng 1/32 | Q2     | Q1     |
| Đơn     | $314,455 | $169,500 | $89,985 | $45,975 | $24,540   | $13,090   | $6,705 | $3,765 |
| Đôi*    | $103,080 | $54,970  | $27,810 | $13,920 | $7,030    | —         | —      | —      |

*mỗi đội

## Nội dung đơn

### Hạt giống
| Quốc gia | Tay vợt             | Xếp hạng1 | Hạt giống |
| -------- | ------------------- | --------- | --------- |
| RUS      | Daniil Medvedev     | 2         | 1         |
| GER      | Alexander Zverev    | 3         | 2         |
| GRE      | Stefanos Tsitsipas  | 4         | 3         |
| ESP      | Rafael Nadal        | 5         | 4         |
| ITA      | Matteo Berrettini   | 6         | 5         |
| GBR      | Cameron Norrie      | 13        | 6         |
| USA      | Taylor Fritz        | 17        | 7         |
| ESP      | Pablo Carreño Busta | 18        | 8         |

- 1 Bảng xếp hạng vào ngày 14 tháng 2 năm 2022.

### Vận động viên khác
Đặc cách:
- Alex Hernández
- Feliciano López
- Fernando Verdasco

Bảo toàn thứ hạng:
- Pablo Andújar

Miễn đặc biệt:
- John Millman

Vượt qua vòng loại:
- Daniel Altmaier
- Yoshihito Nishioka
- Oscar Otte
- J.J. Wolf

Thua cuộc may mắn:
- Peter Gojowczyk
- Stefan Kozlov
- Denis Kudla

### Rút lui
Trước giải đấu
- Carlos Alcaraz → thay thế bởi  Peter Gojowczyk
- Maxime Cressy → thay thế bởi  Stefan Kozlov
- Reilly Opelka → thay thế bởi  Denis Kudla
- Frances Tiafoe → thay thế bởi  Adrian Mannarino

Trong giải đấu
- Alexander Zverev[4]

### Bỏ cuộc
- Matteo Berrettini

## Nội dung đôi

### Hạt giống
| Quốc gia | Tay vợt              | Quốc gia | Tay vợt           | Xếp hạng1 | Hạt giống |
| -------- | -------------------- | -------- | ----------------- | --------- | --------- |
| ESP      | Marcel Granollers    | ARG      | Horacio Zeballos  | 13        | 1         |
| COL      | Juan Sebastián Cabal | COL      | Robert Farah      | 22        | 2         |
| GBR      | Jamie Murray         | BRA      | Bruno Soares      | 38        | 3         |
| ESA      | Marcelo Arévalo      | NED      | Jean-Julien Rojer | 63        | 4         |

- 1 Bảng xếp hạng vào ngày 14 tháng 2 năm 2022.

### Vận động viên khác
Đặc cách:
- Hans Hach Verdugo /  John Isner
- Feliciano López /  Stefanos Tsitsipas

Vượt qua vòng loại:
- Luke Saville /  John-Patrick Smith

Thua cuộc may mắn:
- Lloyd Glasspool /  Harri Heliövaara
- David Marrero /  Fernando Verdasco
- Miguel Ángel Reyes-Varela /  Max Schnur

Thay thế:
- Elbert Barr /  Manuel Sánchez
- Peter Gojowczyk /  Oscar Otte

### Rút lui
Trước giải đấu
- Carlos Alcaraz /  Pablo Carreño Busta → thay thế bởi  Lloyd Glasspool /  Harri Heliövaara
- Grigor Dimitrov /  Reilly Opelka → thay thế bởi  Miguel Ángel Reyes-Varela /  Max Schnur
- Raven Klaasen /  Ben McLachlan → thay thế bởi  Peter Gojowczyk /  Oscar Otte
- Dušan Lajović /  Franko Škugor → thay thế bởi  Dušan Lajović /  Hugo Nys
- Cameron Norrie /   Tommy Paul → thay thế bởi  Elbert Barr /  Manuel Sánchez

## Nhà vô địch

### Đơn
- Rafael Nadal đánh bại  Cameron Norrie 6–4, 6–4

### Đôi
- Feliciano López /  Stefanos Tsitsipas đánh bại  Marcelo Arévalo /  Jean-Julien Rojer, 7–5, 6–4